# 오오하라 마유코
오오하라 마유코(일본어: 大原 万由子 おおはら まゆこ[*], 6월 22일 - )는 일본의 배우이다. 전 다카라즈카 가극단 유키구미 소속 남역이다.
도쿄도 메구로구, 야구모가쿠엔 고등학교 출신이다. 키 168cm, 혈액형 B형, 애칭은 "히나타"이다. 다카라즈카 재단 시절의 예명은 히나타 하루키(陽向 春輝)이다.
소속사는 바닐라 모델 매니지먼트이다.

## 약력
2011년, 다카라즈카 음악학교에 입학하였다
2013년, 다카라즈카 가극단 99기생으로 입단. 입단 당시 성적은 20등이었다. 유키구미 공연 「베르사이유의 장미」로 히나타 하루키(陽向 春輝)로서 초무대를 하였다.
2014년, 구미마와리를 거쳐 유키구미에 배속되었다.
2019년 2월 10일, 「팬텀」 도쿄 공연 천추락을 기해, 다카라즈카 가극단을 퇴단하였다.
퇴단 후에는 오오하라 마유코(大原万由子)로 예명을 바꾸고, 2.5차 전 무대를 중심으로 활동 반경을 넓혔다.